# Milko Gajdarski
Milko Gajdarski (bulharskou cyrilicí Милко Гайдарски; 18. března 1946 Sofie – 23. prosince 1989 Sofie) byl bulharský fotbalista, pravý obránce.

## Fotbalová kariéra
S bulharskou reprezentací získal stříbrnou medaili na fotbalovém turnaji olympijských her v Mexico City roku 1968, kde nastoupil v 6 utkáních. Na Mistrovství světa ve fotbale 1970 nastoupil ve 2 utkáních. Celkem za bulharskou reprezentaci nastoupil v letech 1967–1973 ve 30 utkáních. V bulharské lize hrál za Spartak Sofia a Levski Sofia. S Levski Sofia získal v letech 1970, 1974 a 1977 mistrovský titul a v letech 1970, 1971, 1975 a 1976 bulharský pohár. Se Spartakem Sofia získal bulharský pohár v roce 1968. V Poháru mistrů evropských zemí nastoupil ve 2 utkáních, v Poháru vítězů pohárů nastoupil v 10 utkáních a dal 1 gól a v Poháru UEFA nastoupil v 9 utkáních.

## Ligová bilance
| Ročník                              | Zápasy | Góly | Klub          |
| ----------------------------------- | ------ | ---- | ------------- |
| 1. bulharská fotbalová liga 1962/63 | -      | -    | Spartak Sofia |
| 1. bulharská fotbalová liga 1963/64 | -      | -    | Spartak Sofia |
| 1. bulharská fotbalová liga 1964/65 | -      | -    | Spartak Sofia |
| 1. bulharská fotbalová liga 1965/66 | -      | -    | Spartak Sofia |
| 1. bulharská fotbalová liga 1967/68 | -      | -    | Spartak Sofia |
| 1. bulharská fotbalová liga 1967/68 | -      | -    | Spartak Sofia |
| 1. bulharská fotbalová liga 1968/69 | 10     | 0    | Levski Sofia  |
| 1. bulharská fotbalová liga 1969/70 | 27     | 0    | Levski Sofia  |
| 1. bulharská fotbalová liga 1970/71 | 29     | 0    | Levski Sofia  |
| 1. bulharská fotbalová liga 1971/72 | 24     | 0    | Levski Sofia  |
| 1. bulharská fotbalová liga 1972/73 | 21     | 0    | Levski Sofia  |
| 1. bulharská fotbalová liga 1973/74 | 23     | 0    | Levski Sofia  |
| 1. bulharská fotbalová liga 1974/75 | 24     | 0    | Levski Sofia  |
| 1. bulharská fotbalová liga 1975/76 | 25     | 2    | Levski Sofia  |
| 1. bulharská fotbalová liga 1976/77 | 3      | 0    | Levski Sofia  |
| CELKEM 1. liga                      | 341    | 6    |               |